# География Сахалинской области

Сахалинская область на карте России

Сахалинская область, единственный островной регион России, расположен на юго-востоке Дальнего Востока. Входит в состав Дальневосточного экономического района и Дальневосточного федерального округа. Состоит из двух субрегионов: острова Сахалин с прилегающими островами (Монерон и Тюлений) и Курильских островов. Остров Сахалин, имеющий очертания рыбы, вытянут с севера на юг на 948 км при ширине от 26 км (перешеек Поясок) до 160 км (на широте села Лесогорское). Курильские острова вытянуты с северо-востока на юго-запад на 1200 км между Камчаткой и Хоккайдо. Сахалин омывается водами тёплого Японского (с юго-запада) и холодного Охотского морей (с востока), Курильский архипелаг — водами холодных Охотского моря (с запада) и Тихого океана (с востока). Берега островов области слабо изрезаны.
Граничит по морю и разделён проливами:
- Россия
  -  Хабаровский край — на северо-западе и западе (Сахалинский залив, Амурский лиман, пролив Невельского, Татарский пролив)
  -  Камчатский край — на северо-востоке (Первый Курильский пролив)
- Япония
  -  Хоккайдо — на юге (проливы Лаперуза, Кунаширский, Измены, Советский)

Сахалинская область является тридцать седьмым субъектом России по занимаемой территории, её площадь — 87 101 км² (0,51 % территории страны), в том числе площадь Сахалина — 76 598 км² и площадь Курильских островов — 10 503 км².

### Крайний Север
- Город Оха; районы: Курильский, Ногликский, Охинский, Северо-Курильский и Южно-Курильский относятся к районам Крайнего Севера.
- Город Южно-Сахалинск и Южно-Сахалинский городской округ; районы: Александровск-Сахалинский, Анивский, Долинский, Корсаковский, Макаровский, Невельский, Поронайский, Смирныховский, Томаринский, Тымовский, Углегорский, Холмский приравнены к районам Крайнего Севера несмотря на то , что часть из них находится в так называемой Средней Полосе , а часть даже к югу от 50-й северной широты .